# Henri Rochefort
Victor Henri Rochefort (Parijs, 30 januari 1831 – Aix-les-Bains, 30 juni 1913) was een Frans schrijver en politicus.

## Biografie
Rochefort werd geboren als de zoon van de vaudevillist Edmond Rochefort. Hij studeerde geneeskunde, en na enige tijd als klerk te hebben gewerkt bij het Stadhuis van Parijs werd hij in 1863 redacteur bij Le Figaro. Net als zijn vader schreef hij stukken voor het theater. In 1868 werd hij na aanvaring met de autoriteiten weer ontslagen bij Le Figaro en richtte hij zijn eigen blad La Lanterne op. Ook in dit blad richtte Rochefort zich tegen het Tweede Franse Keizerrijk. Hiervoor werd hij aangeklaagd en vervolgens liet hij zijn blad in het geheim in Brussel drukken en in Frankrijk verspreiden.
Na een tweede veroordeling vluchtte hij naar België, maar toch slaagde hij erin om bij de parlementsverkiezingen van 1869 verkozen te worden in het Wetgevend Lichaam. Hij werd bij de grens aangehouden, maar werd meteen weer vrijgelaten, zodat hij zijn positie in het parlement kon innemen. Opnieuw richtte Rochefort een krant op, La Marseillaise, maar ook dit blad was geen lang leven beschoren en Rochefort kreeg zes maanden gevangenisstraf. Toen de republiek werd uitgeroepen werd hij weer vrijgelaten en werd hij lid van de regering van Nationale Verdediging. Vanwege zijn sympathieën voor de Commune van Parijs moest Rochefort al snel weer het veld ruimen en probeerde hij Parijs uit te vluchten.
Rochefort werd nabij Meaux gearresteerd en voor enige tijd ergens in Frankrijk gevangengezet voor hij gedeporteerd werd naar Nieuw-Caledonië. In 1874 wist hij te ontsnappen en met behulp van een Amerikaans schip bereikte hij San Francisco. Hij woonde vervolgens enige tijd in Londen en Genève voor hij in 1880 naar Frankrijk mocht terugkeren, waar hij het blad La Lanterne weer publiceerde. In 1889 volgde alweer een arrestatie en vervolgens volgde Rochefort generaal Georges Boulanger in ballingschap en ging hij in Londen wonen.

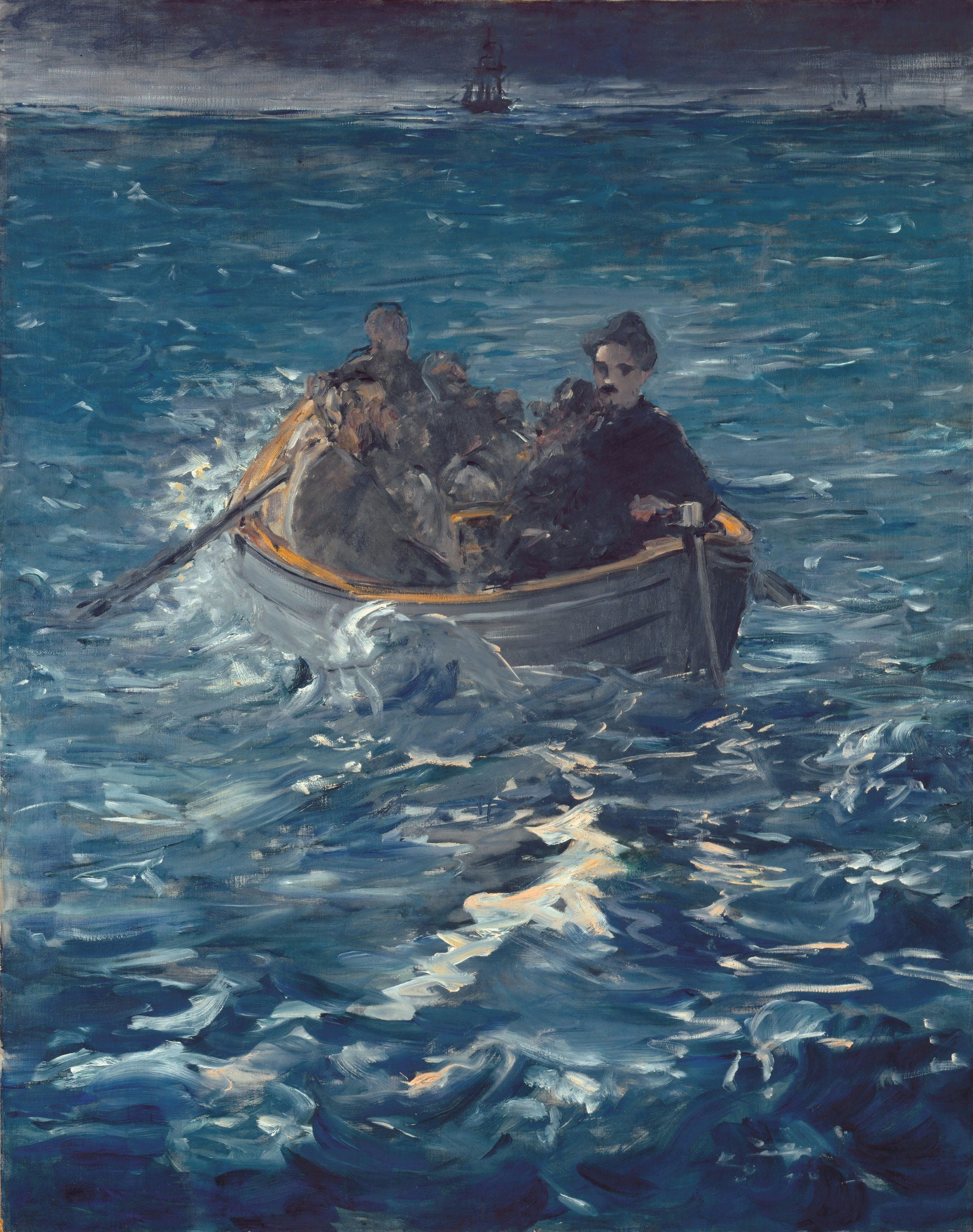
De ontsnapping van Rochefort, geschilderd door Édouard Manet.

Pas in 1895 keerde hij terug naar Parijs. Tijdens de Dreyfusaffaire profileerde Rochefort zich als anti-Dreyfusard en liet hij zich ook in de pers flink horen over de kwestie. Hij overleed in 1913 en werd begraven op het Cimetière de Montmartre.

## Relatie
Henri Rochefort had een relatie met redactrice en vertaalster Anna-Catherine Strebinger met wie hij in 1878 trouwde. Zij vertaalde verschillende werken van Leopold von Sacher-Masoch. Wanda von Sacher-Masoch schreef in haar memoires dat Rochefort en Strebinger een open relatie hadden, waarbij Strebinger verschillende andere liefdes had.